# Michael Baumgartner

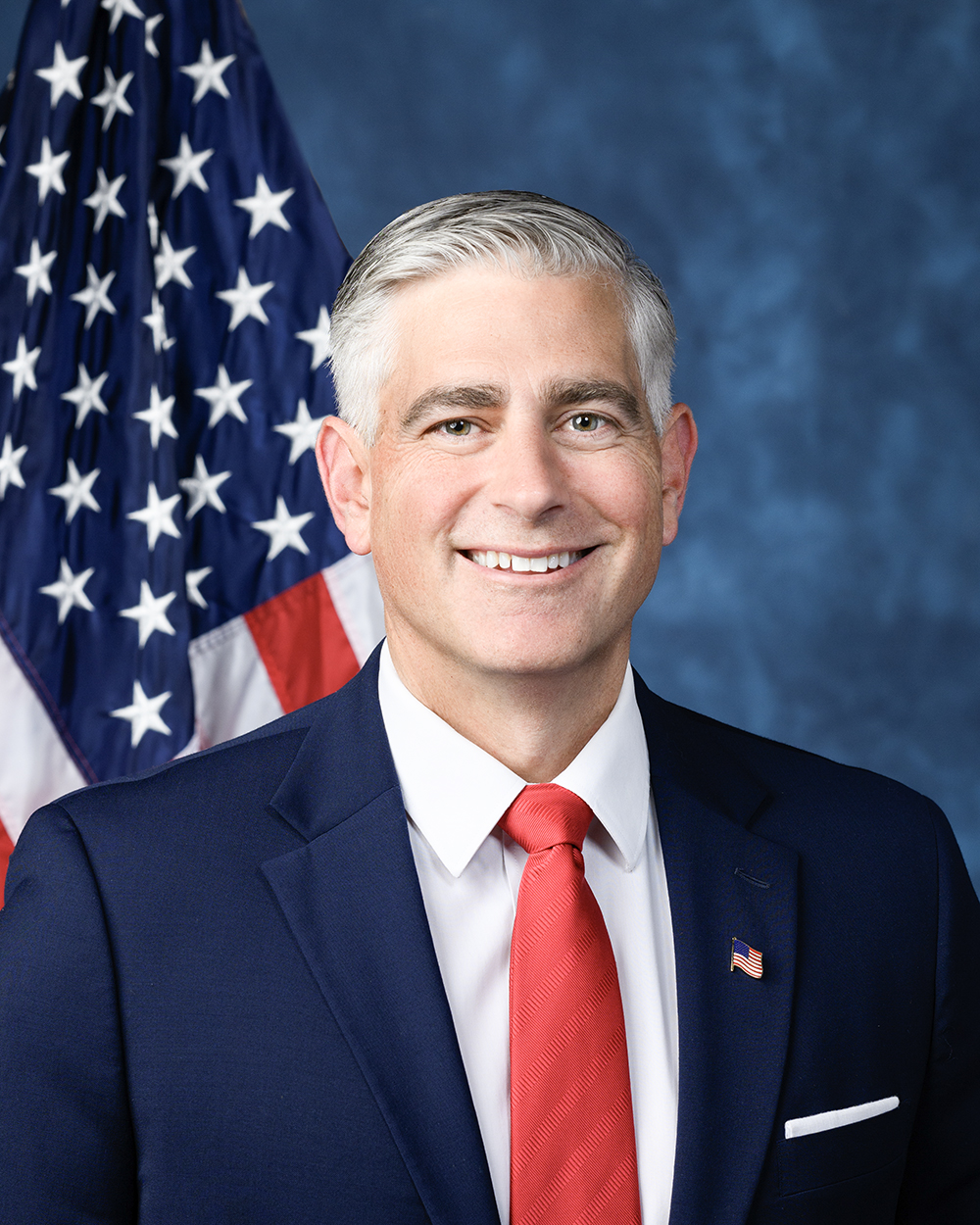
Michael Baumgartner (2025)

Michael James Baumgartner (* 13. Dezember 1975 in Pullman, Washington) ist ein US-amerikanischer Politiker der Republikanischen Partei. Er war Mitglied des Senats von Washington und Schatzmeister des Spokane County, bevor er 2024 in das Repräsentantenhaus der Vereinigten Staaten gewählt wurde. Er vertritt dort seit Januar 2025 den 5. Kongresswahlbezirk des Bundesstaates Washington.

## Leben
Michael Baumgartner ist der Sohn eines Professors der Washington State University und einer Kindergärtnerin. Er studierte zunächst Wirtschaftswissenschaft an der Washington State University und schloss fort 1999 mit dem Bachelor ab. An der Harvard University studierte er internationale Entwicklung und erhielt dort 2002 einen Master of Public Administration.
Er arbeitete dann als Wirtschaftsberater für den Kronprinzen von Dubai und ab 2003 für zwei Jahre für ein Telekommunikationsunternehmen in Saudi-Arabien. Danach war er als Wirtschaftsberater in Dubai sowie für ein Bergwerksunternehmen in Venezuela tätig. 2007 fungierte er als Wirtschaftsberater für das Außenministerium der Vereinigten Staaten im Irak. Im folgenden Jahr war er in Afghanistan mit der Eindämmung des Opiumanbaus und der Unterrichtung von Soldaten in Aufstandsbekämpfung beschäftigt. Baumgartner lehrte auch Aufstandsbekämpfung an der Sciences Po in Paris.
Baumgartner ist verheiratet und hat fünf Kinder. Er lernte seine Ehefrau in seiner Zeit in Afghanistan kennen.

## Politik
Michael Baumgartner gewann bei den Wahlen 2010 im 6. Senatswahlkreis mit 53,71 % die Wahl zum Senator in Washington. 2014 wurde er mit 57,5 % wiedergewählt.
In seiner Zeit als Mitglied des Senats von Washington kandidierte er 2012 gegen die demokratische US-Senatorin Maria Cantwell. Er trat hierbei für die Legalisierung von Marihuana, für das Ende des Einsatzes in Afghanistan, gegen Abtreibungen, selbst im Fall von Vergewaltigungen, und gegen die gleichgeschlechtliche Ehe ein. Senatorin Cantwell wurde mit 60,2 % wiedergewählt.
Er wurde 2018 mit 57,48 % zum Schatzmeister des Spokane County gewählt. Er wurde 2022 mit 95,9 % in dieses Amt wiedergewählt.
Nachdem die Abgeordnete Cathy McMorris Rodgers angekündigt hatte, sich zurückzuziehen, kandidierte Michael Baumgartner bei der Kongresswahl 2024 im 5. Kongresswahlbezirk. McMorris Rodgers unterstützte seine Kandidatur als ihr Nachfolger. In einer Debatte der republikanischen Kandidaten erklärte Baumgartner im Gegensatz zu Mitbewerbern, dass Joe Biden 2020 rechtmäßig gewählt worden sei. Die lokale Parteiversammlung stimmte für einen Mitbewerber als Kandidaten. Baumgartner konnte aber von Unterstützern in der Wirtschaft mehr Wahlspenden anwerben als alle Rivalen zusammen. In der Vorwahl qualifizierten sich er und die Demokratin Carmela Conroy für die Stichwahl im November 2024. In der Hauptwahl im November setzte sich Baumgartner mit 60,7 % gegen Conroy durch.
Am 3. Januar 2025 trat er sein Amt im Repräsentantenhaus des 119. Kongresses an. Der 119. Kongress läuft bis zum 3. Januar 2027.